# Jimena González Gómez
Jimena González Gómez   (Càceres, 26 de maig de 1987) és una acadèmica, activista trans i política espanyola del partit Més Madrid. És doctora en Filologia romànica. Va ser elegida diputada a l'Assemblea de Madrid en les eleccions autonòmiques de 2023. És portaveu de Més Madrid en la comissió d'Economia i Ocupació.
Implicada en el projecte de Més Madrid des dels inicis, Jimena González va ocupar el lloc 24è en la llista de la formació en les eleccions de 2023.

## Biografia
González va néixer en 1987 a Càceres en el si d'una família jueva. Es va llicenciar en Filologia Romànica i Filologia Àrab per la Universitat Complutense de Madrid. A continuació, va cursar el Màster Universitari de Llengua Espanyola en la Universitat Autònoma de Madrid i el 2018 va obtenir el seu doctorat en Filologia en la Universitat de Sevilla. A partir de 2021 va començar a cursar un màster a l'Escola Diplomàtica d'Espanya. Forma part d'UGT Diversa.

### Trajectòria professional
Jimena González Gómez ha sigut investigadora del CSIC i professora universitària d'Història de la Llengua Espanyola a la Universitat de Sevilla. A més, era tècnica confederal d'UGT i va participar en el procés d'elaboració dels plans LGTBI en les empreses.

### Carrera política
La seva experiència en política va començar a Més Madrid el 2019 en el seu retorn a Madrid, després d'acabar la seva tesi doctoral en la Universitat de Sevilla. En aquest mateix any, González va ser triada portaveu del districte de Chamberí, barri madrileny on resideix.
González es va presentar a les eleccions autonòmiques madrilenyes de 2021, com a 28a de la llista de Més Madrid. Va ser la primera persona transgènere a postular-se per a les eleccions amb un nom de pila triat en lloc del seu nom de pila legal, que ja no usava. Això es va deure a una llei aprovada per l'Assemblea de Madrid el 2016, que permetia utilitzar un nom social triat, sempre que s'utilitzés com a tal en un altre lloc. Un compromís previ ofert per la junta electoral va ser que el nom Jimena aparegués entre parèntesis després del nom legal —com l'utilitzat per l'alcalde de Cadis, José María González Santos— a manera de malnom, opció que González va rebutjar. Más Madrid va obtenir 24 escons, per la qual cosa González no va ser triada.
González va ser elegida regidora i portaveu del districte de Chamberí, barri madrileny on resideix. El març de 2023, un regidor de Vox es va dirigir a ella amb títol masculí i forma masculina del seu nom de pila, per la qual cosa va ser expulsat del ple després de negar-se a disculpar-se.
En les eleccions autonòmiques madrilenyes de 2023, González ocupava el lloc 24 en la llista de Més Madrid. El dia de les eleccions, va denunciar que un representant de Vox la va anomenar marimacho, terme despectiu per a referir-se a una dona considerada masculina. El partit va obtenir 27 escons, la qual cosa significa que va ser triada, la qual cosa la va convertir, després de Carla Antonelli (que va obtenir l'escó en 2011), en la segona dona trans a formar part d'un parlament d'Espanya.